# Paulus (oratorio)
Paulus (in inglese St. Paul), Op. 36, è un oratorio di Felix Mendelssohn. Il compositore curò le versioni e le esecuzioni sia in tedesco che in inglese entro pochi mesi dal completamento della musica all'inizio del 1836.

## Storia
Il libretto "dalle parole della Sacra Scrittura" fu iniziato nel 1832. Il compositore con il pastore Julius Schubring, un amico d'infanzia, raccolse brani del Nuovo Testamento, principalmente gli Atti degli Apostoli e l'Antico Testamento, nonché i testi di corali e inni, in maniera composita sul modello di Bach. La composizione della musica iniziò nel 1834 e fu completata all'inizio del 1836.

## Esecuzioni
L'opera fu presentata per la prima volta il 22 maggio 1836 (era stata completata nell'aprile di quell'anno) al Festival della Musica del Reno Inferiore a Düsseldorf, direttore lo stesso Mendelssohn, e riscosse un successo entusiastico. Tuttavia il compositore, mai soddisfatto, riprese in mano il lavoro e vi apportò varie modifiche prima di darlo alle stampe. In seguito, tradotto il libretto in inglese dall'amico Karl Klingemann, fu eseguita la prima inglese Liverpool il 3 ottobre 1836 ove riportò un successo travolgente destinato a durare nel tempo ancor più che nell'area tedesca e in altri centri musicali europei ove, a poco a poco, il lavoro cadde in un oblio protrattosi per oltre un secolo. Il contralto Mary Shaw fu una delle soliste alla prima inglese. La prima rappresentazione negli Stati Uniti avvenne a Boston il 14 marzo 1837. Lo stesso Mendelssohn diresse la prima rappresentazione a Lipsia nella Paulinerkirche il 16 marzo 1837. Numerose rappresentazioni seguirono in Europa e negli Stati Uniti.
Durante la vita di Mendelssohn, Paulus era un lavoro popolare e spesso eseguito. Oggi viene eseguito regolarmente in Germania e ben diffuso in entrambe le lingue originali attraverso una serie di registrazioni complete.
Sebbene ciò non sia riferito nel collegamento presente sul sito del Bard College, qualcuno ha scritto che "rispetto a oratori come il Messiah di Handel, l'Oratorio di Natale e la Passione di Matteo di Bach, o anche quello di Mendelssohn Elia, Paulus non è riuscito a mantenere il suo posto in repertorio ed è ora raramente eseguito "nella sua interezza.

## Strumentazione
- Voci: soprano, contralto, tenore, 2 bassi; coro misto (SATBB) e coro di bambini o donne
- Orchestra: 2 flauti, 2 oboi, 2 clarinetti (la, si♭, do), 2 fagotti, controfagotto, 4 corni, 2 trombe (si, do, re, mi♭, fa), 3 tromboni, serpente, timpani. organo, archi

## Struttura

### Parte uno
Appello e dossologia
1. Ouverture
2. Coro — Herr! Der du bist Gott (Lord, thou alone art God)
3. Corale — Allein Gott in der Höh' sei Ehr' (To God on high be thanks and praise)
Scena prima - lapidazione di Stefano
4. Recitativo e Duetto — Die Menge der Gläubigen (And the many that believed were of one heart)
5. Coro — Dieser Mensch hört nicht auf (Now this man ceaseth not)
6. Recitativo e Coro — Und sie sahen auf ihn (And all that sat in the council)
7. Aria (S) — Jerusalem! Die du tötest die Propheten (Jerusalem! thou that killed the Prophets)
8. Recitativo e Coro — Sie aber stürmten auf ihn ein; Steiniget ihn! (Then they ran upon him; Stone him!)
9. Recitativo e Corale — Und sie steinigten ihn; Dir, Herr, dir (And they stoned him; To thee, O Lord)
10. Recitativo — Und die Zeugen legten ab ihre Kleider (And the witnesses)
11. Coro — Siehe! wir preisen selig (Happy and blest are they)
Scena seconda - Conversione e battesimo di Saul (Paolo)
12. Recitativo (T) e Aria (B) — Saulus aber zerstörte die Gemeinde (And Saul made havock of the Church)
13. Recitativo e Arioso (S) — Und zog mit einer Schar (But the Lord is mindful of his own)
14. Recitativo e Coro — Und als er auf dem Weg war; Saul! was verfolgst du mich? (And as he was on the way; Saul, why do you persecute me?)
15. Coro — Mache dich auf! Werde Licht! (Arise! Let there be light!)
16. Corale — Wachet auf! ruft uns die Stimme (Awake, calls the voice to us)
17. Recitativo — Die Männer aber, die seine Gefährten waren (And his companions)
18. Aria (B) — Gott, sei mir gnädig (O God, have Mercy)
19. Recitativo — Es war aber ein Jünger (And there was a Disciple)
20. Aria (B) e Coro — Ich danke dir, Herr, mein Gott (I praise thee, O Lord)
21. Recitativo — Und Ananias ging hin (And Ananias went his way)
22. Coro — O welch eine Tiefe des Reichtums (O great is the depth)

### Parte due
Scena terza - Missione di Paolo e Barnaba
23. Coro — Der Erdkreis ist nun des Herrn (The nations are now the Lord's)
24. Recitativo (S) — Und Paulus kam (And Paul came to the congregation)
25. Duettino (TB) — So sind wir nun Botschafter (Now we are ambassadors)
26. Coro — Wie lieblich sind die Boten (How lovely are the messengers)
27. Recitativo e Arioso (S) — Und wie sie ausgesandt von dem heiligen Geist (I will sing of thy great mercies)
Scena quarta - Persecuzione di Paolo da parte dei suoi ex compagni credenti
28. Recitativo (T) e Coro — Da aber die Juden das Volk sahen (But when the Jews; Thus saith the Lord)
29. Coro e Corale — Ist das nicht; O Jesu Christe, wahres Licht (Is this he?; O Thou, the true and only light)
30. Recitativo (TB) — Paulus aber und Barnabas sprachen (But Paul and Barnabas spoke freely)
31. Duetto (TB) — Denn also hat uns der Herr geboten (For so hath the Lord)
32. Recitativo (S) — Und es war ein Mann zu Lystra (And there was a man at Lystra)
33. Coro — Die Götter sind den Menschen gleich geworden (The gods themselves)
34. Recitativo (A) — Und nannten Barnabas Jupiter (And they called Barnabas Jupiter)
35. Coro — Seid uns gnädig (O be gracious, ye immortals)
36. Recitativo (TB), Aria (B) e Coro — Da das die Apostel hörten (Now when the Apostles; For know ye not?)
37. Recitativo (S) — Da ward das Volk erreget (Then the multitude)
38. Coro — Hier ist des Herren Tempel (This is the Lord's temple)
39. Recitativo (S) — Und sie alle verfolgten Paulus (And they all persecuted Paul)
40. Cavatina (T) — Sei getreu bis in den Tod (Be though faithful unto death)
Scena quinta - Addio di Paolo da Efeso
41. Recitativo (SB) — Paulus sandte hin (And Paul sent and called the elders)
42. Coro e Recitativo (SATB) — Schone doch deiner selbst (Far be it from thy path)
43. Coro — Sehet, welch eine Liebe (See what love)
Scena sesta - Martirio di Paolo
44. Recitativo (S) — Und wenn er gleich geopfert wird (And though he be offered)
45. Coro — Nicht aber ihm allein (Not only unto him)

## Incisioni
- Helen Donath, Hanna Schwarz, Werner Hollweg, Dietrich Fischer-Dieskau, Düsseldorf Musikverein Choir and the Düsseldorfer Symphoniker conducted by Rafael Frühbeck de Burgos — October 1976 — EMI Electrola
- Paulus — Rachel Yakar, Brigitte Balleys, Markus Schäfer, Thomas Hampson, Choeur Symphonique et Orchestre de la Fondation Gulbenkian conducted by Michel Corboz — July 1986 — Erato ECD 75350
- Gundula Janowitz, Rosemarie Lang, Hans Peter Blochwitz, Theo Adam, Gewandhaus Children's Choir, Leipzig Radio Chorus and the Gewandhaus Orchestra conducted by Kurt Masur — December 1986 — Philips
- Agnes Giebel, Mariko Sasaki, Shogo Miyahara, Heinrich-Schütz-Chor Tokyo, Ensemble Claudio and the Symphonia Musica Poetica conducted by Yumiko Tanno — live in Tokyo in 1993 — ALM Records ALCD 1098-99
- Juliane Banse, Ingeborg Danz, Michael Schade, Andreas Schmidt, Gächinger Kantorei, Prague Chamber Choir and the Czech Philharmonic conducted by Helmuth Rilling — November 17–19, 1994 — Hänssler Classic
- Melanie Diener, Annette Markert, James Taylor, Matthias Goerne, Chorus of La Chapelle Royale, Chorus of the Collegium Vocale and the Orchestre des Champs-Élysées conducted by Philippe Herreweghe — live in Montreux on October 30 and November 1, 1995 — Harmonia Mundi
- Susan Roberts, Ruby Philogene, Glenn Siebert, Mark Beesley, the Royal Scottish National Chorus and the Royal Scottish National Orchestra conducted by Leon Botstein — 1997 — Arabesque Z-6705
- Susan Gritton, Jean Rigby, Barry Banks, Peter Coleman-Wright, BBC National Chorus of Wales and the BBC National Orchestra of Wales conducted by Richard Hickox — live in Cardiff on May 5, 2000 — Chandos
- Saint Paul] (in English) — Natalie Griffin Mitchell, Susan Fleming, Scot Cameron, David Robinson, Briarwood Chancel Choir and the Alabama Philharmonic conducted by Clay Campbell — May 16–18, 2005 — Resmiranda
- María Cristina Kiehr (soprano and alto solos), Werner Güra, Michael Volle, Kammerchor Stuttgart and the Deutsche Kammerphilharmonie Bremen conducted by Frieder Bernius — September 16–19, 2005 — Carus-Verlag
- Sabine Goetz, Dorothée Zimmermann, Markus Brutscher, Klaus Mertens, Kantorei der Schlosskirche Weilburg and the Capella Weilburgensis conducted by Doris Hagel — September 18–22, 2008 — Hänssler Classic
- Alexandra Coku, Kelley O'Connor, Scott Williamson, Paul Gay, Bard Festival Chorale and the American Symphony Orchestra conducted by Leon Botstein — August 9, 2009 — ASO 227